# Prostomis morsitans
Prostomis morsitans is een keversoort uit de familie Prostomidae. De wetenschappelijke naam van de soort is voor het eerst geldig gepubliceerd in 1860 door Francis Polkinghorne Pascoe. De soort werd aangetroffen in Darjeeling (India).